# Cộng hòa Xã hội chủ nghĩa Xô viết tự trị Kirghizstan (1926–1936)
Cộng hòa Xã hội chủ nghĩa Xô viết tự trị Kirghizstan (tiếng Nga: Киргизская АССР) là một nước cộng hòa tự trị của Liên Xô trong xã hội Cộng hoà Xã hội chủ nghĩa Xô viết Liên bang Nga tồn tại từ năm 1926 đến năm 1936.
Cộng hòa Xô viết tự trị xã hội Kirghizstan được lập vào ngày 11 tháng 2 năm 1926 ở khu vực trước đây của Trung Á Xô viết, trong Cộng hòa Xã hội Chủ nghĩa Xô viết Liên bang Nga, khi tỉnh tự trị Kirghizstan được tổ chức lại thành công hòa tự trị. Vào ngày 5 tháng 12 năm 1936,.
Nó trở thành Cộng hòa Xô viết tự trị xã hội Kirghiz, một trong những nước cộng hòa cấu thành của Liên Xô.